# Tagesschau vor … (ARD)
Das ARD-aktuell-Format Tagesschau vor 20 Jahren ist ein Nachrichten-Rückblick. Tag für Tag wird eine restaurierte Folge der 20-Uhr-Ausgabe der Tagesschau vor 20 Jahren auf tagesschau24 und ARD alpha im Spätabend- bzw. Nachtprogramm ausgestrahlt. Angesprochen sind hauptsächlich zeitgeschichtlich und an den Medien Interessierte, aber auch Zuschauer älterer Generationen sowie jüngere Interessierte, die sich so über Geschehnisse ein Bild machen können, die sich während ihrer Kindheit ereigneten. Ein Sendearchiv mit allen 20-Uhr-Sendungen seit dem Beginn der Wende im September 1989 ist auf tagesschau.de verfügbar.
Ursprünglich begann die Wiederholserie der Tagesschau vor 20 Jahren am 1. November 1993 im NDR Fernsehen (damals N3) sowie dem WDR Fernsehen (damals West3). Seit dem 1. Januar 2008 wird die Tagesschau vor 20 Jahren bei Eins Extra (heute tagesschau24) gesendet. Die Verbreitung im NDR Fernsehen endete zum 28. April 2020, nachdem sie dort seit 2008 nur noch sporadisch im Nachtprogramm gelaufen war. Das WDR Fernsehen stellte die Sendung Ende 2015 ein. Auf der Internetpräsenz der Tagesschau wird die 20-Uhr-Ausgabe von vor 20 Jahren zur Verfügung gestellt.
Kurz nach seinem Sendestart im Jahr 1998 begann der Bildungskanal des Bayerischen Rundfunks BR-alpha einen Ableger der Tagesschau… und des Wochenspiegels vor 25 Jahren zu senden. Im März 2018 stellte ARD-alpha die Wiederholung des Wochenspiegels ein und änderte das Format der Tagesschau-Rückblende auf „vor 20 Jahren“.
Die Tagesschau vor 30 Jahren wurde 2007 und 2008 anlässlich der Rückblende zum Deutschen Herbst im hr-Fernsehen täglich im Morgenprogramm ausgestrahlt. Am 27. Februar 2008 wurde dieses Format wieder eingestellt.
Wiederholungen älterer Tagesschau-Sendungen wurden zeitweilig auch im SWR-Fernsehen gesendet.
ARD-aktuell verfügt über ein nahezu vollständiges Archiv aller Tagesschau-, Tagesthemen-, Nachtmagazin- und Wochenspiegel-Sendungen, das teilweise bis in die frühen 1970er Jahre reicht. Besondere zeitgeschichtliche Ereignisse wurden bisweilen regelmäßig zum Anlass genommen, einzelne Archivinhalte an bestimmten Jahrestagen in verschiedenen Programmen erneut zu senden, z. B. die Tagesthemen vom 9. November 1989 (Mauerfall).